# Celine (namn)

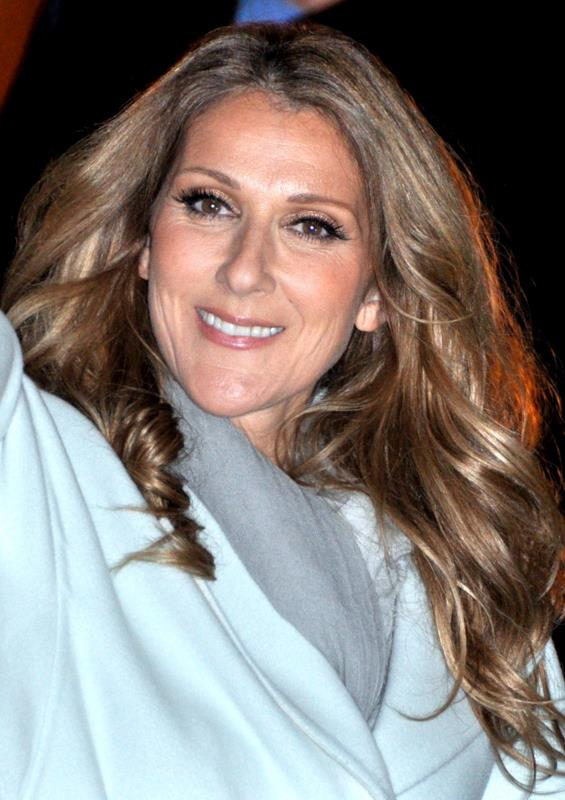
Céline Dion

Celine eller Céline är ett latinskt kvinnonamn som är bildat av ordet 'coelum' som betyder himmel.  En annan variant av namnet är Celina.
Den 31 december 2014 fanns det totalt 1 819 kvinnor folkbokförda i Sverige med namnet Celine eller Céline, varav 1 302 bar det som tilltalsnamn.
Namnsdag: saknas i Sverige. I den finlandssvenska namnsdagslängden har Celine namnsdag 23 mars sedan 2025.

## Personer med namnet Celine eller Céline
- Celine Brun-Lie, norsk skidåkare
- Céline Dion, kanadensisk sångerska